# Fina z San Gimignano
Fina z San Gimignano (ur. 1238 w San Gimignano, zm. 12 marca 1253) – święta Kościoła katolickiego, dziewica.

## Życiorys
Była dzieckiem Cambio di Ciardo oraz Imperiery di Francobaglio. Osierocona, zachorowała i od dziesiątego roku życia nie wstawała z dębowej deski. Cierpienia związane z chorobą znosiła z pokorą i pogodą ducha. Zmarła w opinii świętości, mając 15 lat. W wizjach ukazał się jej święty Grzegorz I. Na jej grobie doszło do wielu uzdrowień. 
Jest patronką rodzinnego San Gimignano.
Wspominana jest w dzienną rocznicę śmierci.
Imię Fina to włoska wersja skrócona imienia Serafina.